# Ralph Collier
Ralph Sylvanus Collier (* 25. Juni 1919; † 5. September 2010) war ein US-amerikanischer Jazz-Schlagzeuger.
Collier arbeitete als Schlagzeuger in verschiedenen Bigbands, so 1937 bei Seger Ellis (Choirs of Brass 1937, mit Irving Fazola und Nate Kazebier). Anfang der 1940er Jahre bildete er mit Mel Powell (Piano) und Sid Weiss (Bass) die  Rhythmusgruppe bei Benny Goodman, an dessen Aufnahmen mit Peggy Lee er mitwirkte, etwa bei deren Nummer-1-Hit Somebody else is Taking My Place (1942). Außerdem arbeitete er bei Ina Ray Hutton, Bob Crosby und im Stan Kenton Orchestra. 1953 nahm er als Congaspieler einen Titel mit Duke Ellington auf (auf Piano Reflections). Im Bereich des Jazz war er zwischen 1937 und 1959 an 70 Aufnahmesessions beteiligt, u. a. auch bei Frank Sinatra (1951), Earl Hines,  Calvin Jackson (Cal-Essence, 1959) und André Previn (Plays My Fair Lady). Collier war daneben auch als Schlagzeuglehrer tätig; zu seinen  Schülern gehörte u. a. Ed Thigpen.